# Czerniowieckie Regionalne Muzeum Ludoznawcze
Czerniowieckie Regionalne Muzeum Ludoznawcze – skansen/muzeum na wolnym powietrzu w Czerniowcach. Założone 19 lipca 1977 roku.
Muzeum jest jednym z niewielu instytucji o tym profilu na Ukrainie. Inne skanseny znajdują się w Kijowie, Lwowie, Perejasławie-Chmielnickim, Użgorod.
Muzeum zaczęło powstawać w 1977 roku, a oficjalnie zostało otwarte 5 lipca 1986 roku. Wstępny projekt został opracowany Czerniowce oddział Instytutu „Diprotsywilprombud” (architekt G. Plegutsa). W muzeum wiele wysiłku włożyli pierwszy dyrektor, Mistrz Sztuki Ludowej Ukrainy, Taras Hertsjuk, rzeźbiarz i projektant muzeum Panas Mikolajczuk, oraz naukowcy Konstantyn Pawelczuk i Wasil Pawluk.
Obecna wystawa składa się z dwóch stref architektonicznych i etnograficznych „Ziemie chocimskie” i „Zachodnie dopływy Dniestru” (9,3790 ha). Planowana jest budowa dwóch obszarach: „Huculszczyzna”, „Przykarpacie” (6,4559 ha) i część o archeologii Bukowiny. Na terenie muzeum znajduje się ponad 35 architektonicznych eksponatów – typowe przykłady architektury ludowej z drugiej połowy XVII -pierwszej połowy XX wieku. Wśród nich – budynki mieszkalne i handlowe (domy, stodoły, koszyki, ule, kurniki, stajnie, stodoły itd.), przemysłowe i użyteczności publicznej (młyny, kuźnia, karczma, kościół, dzwonnica). Zabytki architektury uzupełniają tradycyjne wnętrza. Muzeum znajdują się półziemianki VIII w. – pierwszy obiekt archeologiczny w muzeum.
Muzeum posiada ponad 8000 eksponatów. Wśród nich stroje ludowe, tkaniny, chłopskie narzędzia i artykuły gospodarstwa domowego, meble, naczynia, wyroby artystyczne, dzieła sztuki zdobniczej, grafiki, fotografie i wiele innych.
Planuje zbudować się stajnie w górskiej dolinie, młyn wodny, grażdę, oraz inne budynki mieszkalne i handlowe, kościół z dzwonnicą, kaplice, szkołę, port do spływu drewna i tak dalej.
Muzeum prowadzi dziesiątki wystaw stałych i czasowych, a wśród nich – „Sztuka i rzemiosło Bukowiny”, „Stroje Bukowiny”, „Dywany Bukowiny”, „Pasy wyszywane Bukowiny”, „Hafty Bukowiny”, „Koraliki w strojach narodowych”, „Produkty skórzane Bukowiny”, „Ceramika Bukowiny i wyroby z drewna”, „Skrzynie Bukowiny”, „Pisanki Bukowiny”, „Ludowe instrumenty muzyczne” i inne.

## Godziny Otwarcia
- Okres letni (od 1 maja do listopada 1) – od 10.00 do 17.00
- Okres zimowy (od 1 listopada do 1 maja) – od 10.00 do 16.00
- Dzień wolny – poniedziałek